# 格萊茨巴赫河
49°35′33″N 12°11′55″E / 49.59259°N 12.19848°E

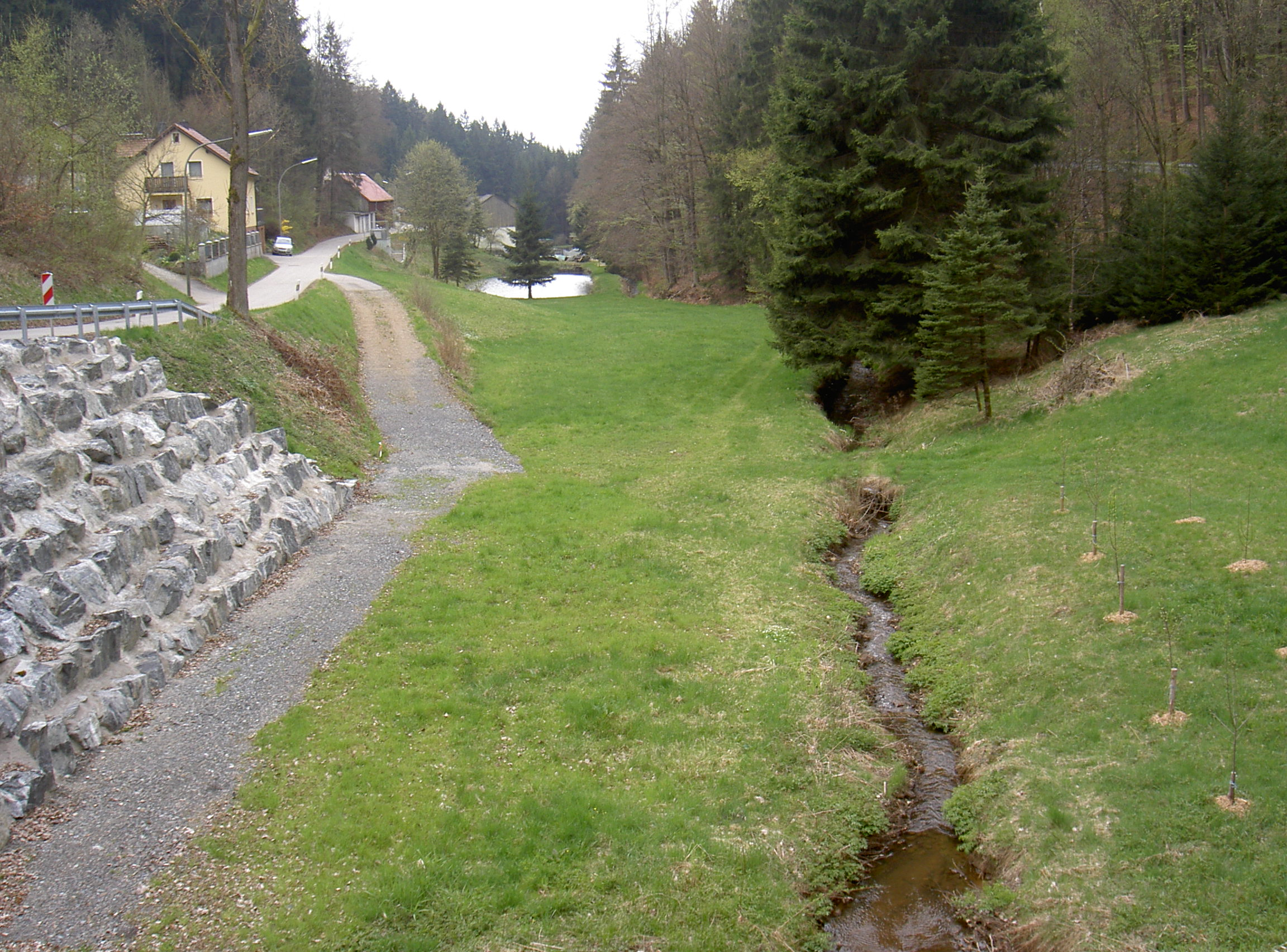

格萊茨巴赫河是德國的河流，位於該國東南部，由巴伐利亞負責管轄，屬於盧厄河的右支流，河道全長11.8公里，流域面積31.1平方公里。